# Allium svetlanae
Allium svetlanae là một loài thực vật có hoa trong họ Amaryllidaceae. Loài này được Vved. ex Filim. mô tả khoa học đầu tiên năm 1982.